# Taxi van Palemu
Taxi van Palemu is de eerste volledig in Suriname opgenomen jeugdserie. Deze komische serie gaat over Palemu (de Surinaamse Eno Grauwde), een twaalfjarige jongen die samen met zijn vriendje Hailey (de Amsterdamse Dalorim Wartes) de taxi van zijn vader overneemt om geld te verdienen voor zijn studie. De serie is te zien in het VPRO-programma Villa Achterwerk en betreft een productie van de VPRO en Lemming Film.

## Regie, schrijvers en spelers
Regie: 
- Nicole van Kilsdonk

Schrijvers: 
- Jolein Laarman
- Mariëlle van Sauers

Acteurs:
- Eno Grauwde (Palemu)
- Dalorim Wartes (Hailey)
- Mike Libanon
- Farida van den Stoom

Gastrollen o.a.:
- Helen Kamperveen
- Jesse Rinsma
- Gijs Scholten van Aschat
- Ariane Schluter

Muziek:
- Merlijn Snitker
- Chrisnanne Wiegel
- Melcher Meirmans